# Yangjeong (métro de Séoul)
Yangjeong  (hangeul : 양정 ; hanja : 養正) est une station de passage de la ligne Gyeongui-Jungang du métro de Séoul. Elle est située au 237 Gyeonggang-ro, dans la ville Namyangju], sur le territoire de la province Gyeonggi, au nord-est de Séoul, en Corée du Sud.
Ouverte en 2005, elle est desservie par les rames omnibus et certains express qui circulent sur la ligne.

## Situation sur le réseau

Plan du réseau du métro de Séoul (2023)

Établie en aérien, Yangjeong, est une station de passage de la ligne Gyeongui-Jungang du métro de Séoul : elle est située entre la station Donong, en direction du terminus ouest Munsan, et la station Deokso, en direction du terminus est Jipyeong.

## Histoire
La station Yangjeong est mise en service le 16 décembre 2005, lors de l'ouverture à l'exploitation de la section de Cheongnyangni à Deokso, remise à niveau : double voie et électrifiée de la ligne Jungang.  
Elle devient une station de la ligne Gyeongui-Jungang, le 27 décembre 2014 lors de l'ouverture de cette nouvelle ligne créée notamment par la fusion d'anciennes lignes dont la ligne Jungang.

## Services aux voyageurs

### Accès et accueil
La station est située au 237 Gyeonggang-ro, à Namyangju] sous les voies. Elle dispose de deux accès situés de part et d'autre des voies établies en aérien. Le bâtiment abrite les fonctions de station du métro, billetterie, contrôle, accès aux quais et services.

### Desserte
Yangjeong, dispose de deux voies et quais sur les côtés car au centre il y a deux voies de la ligne pour les trains sans arrêt. Les deux quais latéraux sont équipés de portes-palières. Elle est desservie par les rames omnibus et qui circulent sur la ligne Gyeongui-Jungang entre Munsan et Jipyeong. Elle est également desservie par des circulation de trains express du Jungang Express qui circulent entre Yongmun et Munsan.

### Intermodalité
Des arrêts de bus sont situés à proximité.